# Myonia dominula
Myonia dominula är en fjärilsart som beskrevs av W. Warren 1909. Myonia dominula ingår i släktet Myonia och familjen tandspinnare. Inga underarter finns listade i Catalogue of Life.